# Прогрессивная партия (Республика Корея, 2017)
«Прогрессивная партия» (кор. 진보당) — левая националистическая политическая партия Республики Корея. Была образована в результате слияния «Новой народной партии» и «Народной объединенной партии» 15 октября 2017 года. До июня 2020 года носила название «Минджун» (кор. 민중당).

## История
Первоначально у партии было два члена в Национальном собрании, оба из Ульсана, но 22 декабря 2017 года, когда Верховный суд признал Юн Чжон О виновным в нарушении закона о кампании, количество членов сократилось до одного.
В июле 2018 года члены партии «Минджун» встретились с членами северокорейской «Социал-демократической партии» в Китае. Встреча не была санкционирована Министерством объединения Республики Корея, которое могло бы наказать партию за нарушение Закона о национальной безопасности. Чон Тэ Хын, сопредседатель партии «Минджун», заявил, что его предупредили, что партия может быть оштрафована за это.
В августе 2019 года партия провела мероприятия, связанные с общенациональными протестами против премьер-министра Японии Синдзо Абэ и бойкотом японских товаров.
В январе 2020 года рейтинг одобрения партии «Минджун» составил 1,5 % в преддверии парламентских выборов. В итоге партия потеряла оставшееся место на выборах.
В июне 2020 года было принято решение о переименовании в «Прогрессивную партию».